# Australische Cricket-Nationalmannschaft in Sri Lanka in der Saison 2011
Die Tour der australischen Cricket-Nationalmannschaft nach Sri Lanka in der Saison 2011 fand vom 6. August bis zum 20. September 2011 statt. Die internationale Cricket-Tour war Bestandteil der Internationalen Cricket-Saison 2011 und umfasste drei Tests, fünf ODIs und zwei Twenty20s. Australien gewann die Test-Serie 1–0 und die ODI-Serie 3–2, während Sri Lanka die Twenty20-Serie mit 2–0 gewann.

## Vorgeschichte
Sri Lanka hat zuvor ein Dreinationenturnier in Schottland absolviert, Australien eine Tour in Bangladesch. Das letzte Aufeinandertreffen der beiden Mannschaften bei einer Tour fand in der Saison 2010/11 in Australien statt.

## Stadien
Die folgenden Stadien wurden für die Tour als Austragungsort vorgesehen und am 13. Juni 2011 festgelegt.
| Stadion                                            | Stadt      | Kapazität | Spiele                       |
| -------------------------------------------------- | ---------- | --------- | ---------------------------- |
| R. Premadasa Stadium (RPS)                         | Colombo    | 35.000    | 4. & 5. ODI                  |
| Sinhalese Sports Club Ground (SSC)                 | Colombo    | 10.000    | 3. Test                      |
| Galle International Stadium                        | Galle      | 35.000    | 1. Test                      |
| Mahinda Rajapaksa International Stadium            | Hambantota | 35.000    | 2. & 3. ODI                  |
| Muttiah Muralitharan International Cricket Stadium | Kandy      | 35.000    | 2. Test; 1. ODI; 1. & 2. T20 |

## Kaderlisten
Australien benannte seinen ODI- und Twenty20-Kader am 6. Juli und seinen Test-Kader am 26. Juli 2011.
Sri Lanka benannte seinen ODI- und Twenty20-Kader am 20. Juli und seinen Test-Kader am 25. August 2011.
| Test | Test | ODI | ODI | Twenty20 | Twenty20 |
| Sri Lanka | Australien | Sri Lanka | Australien | Sri Lanka | Australien |
| --- | --- | --- | --- | --- | --- |
| - Tillakaratne Dilshan (K) - Shaminda Eranga - Rangana Herath - Mahela Jayawardene - Prasanna Jayawardene (wk) - Suranga Lakmal - Angelo Mathews - Ajantha Mendis - Tharanga Paranavitana - Dammika Prasad - Seekkuge Prasanna - Suraj Randiv - Thilan Samaraweera - Kumar Sangakkara - Lahiru Thirimanne - Chanaka Welegedara | - Michael Clarke (K) - Shane Watson (VK) - Michael Beer - Trent Copeland - Brad Haddin (wk) - Ryan Harris - Phillip Hughes - Michael Hussey - Mitchell Johnson - Usman Khawaja - Nathan Lyon - Shaun Marsh - James Pattinson - Ricky Ponting - Peter Siddle | - Tillakaratne Dilshan (K) - Angelo Mathews (VK) - Dinesh Chandimal - Shaminda Eranga - Rangana Herath - Mahela Jayawardene - Nuwan Kulasekara - Suranga Lakmal - Lasith Malinga - Ajantha Mendis - Jeevan Mendis - Thisara Perera - Seekkuge Prasanna - Suraj Randiv - Kumar Sangakkara (wk) - Chamara Silva - Upul Tharanga | - Michael Clarke (K) - Doug Bollinger - Xavier Doherty - Brad Haddin (wk) - John Hastings - David Hussey - Michael Hussey - Shaun Marsh - James Pattinson - Ricky Ponting - Steve Smith - Shane Watson | - Tillakaratne Dilshan (K) - Angelo Mathews (VK) - Dinesh Chandimal - Shaminda Eranga - Rangana Herath - Mahela Jayawardene - Nuwan Kulasekara - Suranga Lakmal - Ajantha Mendis - Jeevan Mendis - Dilruwan Perera - Thisara Perera - Dhammika Prasad - Suraj Randiv - Kumar Sangakkara (wk) - Chamara Silva | - Cameron White (K) - Aaron Finch - Brad Haddin (wk) - John Hastings - David Hussey - Mitchell Johnson - Brett Lee - Shaun Marsh - Steve O’Keefe - James Pattinson - Steve Smith - David Warner - Shane Watson |

## Tour Matches
| 25. – 27. Juni Scorecard | Colombo (PSO) | Sri Lanka Board XI 258 (85) & 174-2 (49) | – | Australiens 393 (121.3) |
|                          |               | Remis                                    |   |                         |

## Twenty20 Internationals

### Erstes Twenty20 in Kandy
| 6. August Scorecard | Kandy | Sri Lanka 198-3 (20)          | – | Australien 163-8 (20) |
|                     |       | Sri Lanka gewinnt mit 35 Runs |   |                       |

### Zweites Twenty20 in Kandy
| 8. August Scorecard | Kandy | Sri Lanka 157-9 (20)         | – | Australien 149-9 (20) |
|                     |       | Sri Lanka gewinnt mit 8 Runs |   |                       |

## One-Day Internationals

### Erstes ODI in Kandy
| 10. August Scorecard | Kandy | Sri Lanka 191 (40.1)             | – | Australien 192-3 (38.1) |
|                      |       | Australien gewinnt mit 7 Wickets |   |                         |

### Zweites ODI in Hambantota
| 14. August Scorecard | Hambantota | Sri Lanka 208 (49.3)             | – | Australien 211-2 (38.2) |
|                      |            | Australien gewinnt mit 8 Wickets |   |                         |

### Drittes ODI in Hambantota
| 16. August Scorecard | Hambantota | Sri Lanka 286-9 (50)          | – | Australien 208 (44.2) |
|                      |            | Sri Lanka gewinnt mit 78 Runs |   |                       |

### Viertes ODI in Colombo
| 20. August Scorecard | Colombo (RPS) | Sri Lanka 132 (38.4)             | – | Australien 133-5 (28) |
|                      |               | Australien gewinnt mit 5 Wickets |   |                       |

### Fünftes ODI in Colombo
| 22. August Scorecard | Colombo (RPS) | Australien 211 (46.1)           | – | Sri Lanka 213-6 (47) |
|                      |               | Sri Lanka gewinnt mit 4 Wickets |   |                      |

## Tests

### Erster Test in Galle
| 31. August – 4. September Scorecard | Galle | Australien 273 (86.5) & 210 (59.2) | – | Sri Lanka 105 (50) & 253 (95.5) |
|                                     |       | Australien gewinnt mit 125 Runs    |   |                                 |

Für die schlechte Präparierung des Pitches wurde Sri Lanka vom Weltverband ICC verwarnt.

### Zweiter Test in Kandy
| 8. – 12. September Scorecard | Kandy | Sri Lanka 174 (64.1) & 317-6 (114.3) | – | Australien 411-7d (132) |
|                              |       | Remis                                |   |                         |

### Dritter Test in Colombo
| 16. – 20. September Scorecard | Colombo (SSC) | Sri Lanka 316 (104.3) & 488 (138.5) | – | Australien 524 (174) & 7-0 (2) |
|                               |               | Remis                               |   |                                |

## Statistiken
Die folgenden Cricketstatistiken wurden bei dieser Tour erzielt.
| Tests              | Tests      | Tests   | Tests   | Tests   | Tests   | Tests   | Tests   | Tests   |
| Batting            | Batting    | Batting | Batting | Batting | Batting | Batting | Batting | Batting |
| Spieler            | Mannschaft | Spiele  | Innings | Runs    | Average | HS      | 100s    | 50s     |
| ------------------ | ---------- | ------- | ------- | ------- | ------- | ------- | ------- | ------- |
| Michael Hussey     | Australien | 3       | 5       | 463     | 92,60   | 142     | 2       | 2       |
| Angelo Mathews     | Sri Lanka  | 3       | 5       | 274     | 91,33   | 105*    | 1       | 2       |
| Shaun Marsh        | Australien | 2       | 3       | 240     | 80,00   | 141     | 1       | 1       |
| Kumar Sangakkara   | Sri Lanka  | 3       | 5       | 223     | 44,60   | 79      | 0       | 2       |
| Mahela Jayawardene | Sri Lanka  | 3       | 5       | 222     | 44,40   | 105     | 1       | 2       |
| Bowling            |            |         |         |         |         |         |         |         |
| Spieler            | Mannschaft | Spiele  | Overs   | Wickets | Average | BBI     | 5W      | 10W     |
| Rangana Herath     | Sri Lanka  | 2       | 126     | 16      | 23,00   | 7/157   | 2       | 0       |
| Ryan Harris        | Australien | 2       | 66      | 11      | 14,54   | 5/62    | 1       | 0       |
| Nathan Lyon        | Australien | 3       | 94.5    | 8       | 36,87   | 5/34    | 1       | 0       |
| Chanaka Welegedara | Sri Lanka  | 3       | 89      | 8       | 38,87   | 3/75    | 0       | 0       |
| Suranga Lakmal     | Sri Lanka  | 3       | 91      | 8       | 40,75   | 3/55    | 0       | 0       |

| ODIs               | ODIs       | ODIs    | ODIs    | ODIs    | ODIs    | ODIs    | ODIs    | ODIs    |
| Batting            | Batting    | Batting | Batting | Batting | Batting | Batting | Batting | Batting |
| Spieler            | Mannschaft | Spiele  | Innings | Runs    | Average | HS      | 100s    | 50s     |
| ------------------ | ---------- | ------- | ------- | ------- | ------- | ------- | ------- | ------- |
| Michael Clarke     | Australien | 5       | 5       | 242     | 121,00  | 58*     | 0       | 2       |
| Ricky Ponting      | Australien | 5       | 5       | 196     | 49,00   | 90*     | 0       | 2       |
| Shane Watson       | Australien | 5       | 5       | 185     | 37,00   | 69      | 0       | 2       |
| Mahela Jayawardene | Sri Lanka  | 5       | 5       | 180     | 36,00   | 71      | 0       | 2       |
| Upul Tharanga      | Sri Lanka  | 5       | 5       | 166     | 33,20   | 111     | 1       | 0       |
| Bowling            |            |         |         |         |         |         |         |         |
| Spieler            | Mannschaft | Spiele  | Overs   | Wickets | Average | BBI     | 5W      | 10W     |
| Lasith Malinga     | Sri Lanka  | 4       | 31.2    | 11      | 11,45   | 5/28    | 1       | 0       |
| Mitchell Johnson   | Australien | 5       | 46      | 11      | 16,90   | 6/31    | 1       | 0       |
| Doug Bollinger     | Australien | 4       | 34      | 9       | 15,44   | 4/42    | 0       | 0       |
| Brett Lee          | Australien | 4       | 33.5    | 8       | 18,12   | 4/15    | 0       | 0       |
| Xavier Doherty     | Australien | 5       | 45      | 8       | 26,75   | 4/28    | 0       | 0       |

| Twenty20s            | Twenty20s  | Twenty20s | Twenty20s | Twenty20s | Twenty20s | Twenty20s | Twenty20s | Twenty20s |
| Batting              | Batting    | Batting   | Batting   | Batting   | Batting   | Batting   | Batting   | Batting   |
| Spieler              | Mannschaft | Spiele    | Innings   | Runs      | Average   | HS        | 100s      | 50s       |
| -------------------- | ---------- | --------- | --------- | --------- | --------- | --------- | --------- | --------- |
| Tillakaratne Dilshan | Sri Lanka  | 2         | 2         | 108       | 108,00    | 104*      | 1         | 0         |
| Mahela Jayawardene   | Sri Lanka  | 2         | 2         | 97        | 48,50     | 86        | 0         | 1         |
| David Warner         | Australien | 2         | 2         | 69        | 34,50     | 53        | 0         | 1         |
| Shane Watson         | Australien | 2         | 2         | 67        | 33,50     | 57        | 0         | 1         |
| Kumar Sangakkara     | Sri Lanka  | 2         | 2         | 54        | 27,00     | 30        | 0         | 0         |
| Bowling              |            |           |           |           |           |           |           |           |
| Spieler              | Mannschaft | Spiele    | Overs     | Wickets   | Average   | BBI       | 5W        | 10W       |
| Ajantha Mendis       | Sri Lanka  | 1         | 4         | 6         | 2,66      | 6/16      | 1         | 0         |
| Brett Lee            | Australien | 2         | 8         | 4         | 19,25     | 3/39      | 0         | 0         |
| John Hastings        | Australien | 2         | 7         | 3         | 16,00     | 3/14      | 0         | 0         |
| Dilruwan Perera      | Sri Lanka  | 2         | 7         | 3         | 17,33     | 3/26      | 0         | 0         |
| Rangana Herath       | Sri Lanka  | 2         | 7         | 2         | 21,00     | 1/11      | 0         | 0         |
| Nuwan Kulasekara     | Sri Lanka  | 2         | 7         | 2         | 32,50     | 2/39      | 0         | 0         |
| Mitchell Johnson     | Australien | 2         | 8         | 2         | 41,00     | 1/35      | 0         | 0         |

## Player of the Series
Als Player of the Series wurden die folgenden Spieler ausgezeichnet.
| Serie | Player of the Series |
| ----- | -------------------- |
| Test  | Michael Hussey       |
| ODI   | Michael Clarke       |

### Player of the Match
Als Player of the Match wurden die folgenden Spieler ausgezeichnet.
| Spiel   | Player of the Match  |
| ------- | -------------------- |
| 1. Test | Michael Hussey       |
| 2. Test | Michael Hussey       |
| 3. Test | Michael Hussey       |
| 1. ODI  | Mitchell Johnson     |
| 2. ODI  | Ricky Ponting        |
| 3. ODI  | Upul Tharanga        |
| 4. ODI  | Xavier Doherty       |
| 5. ODI  | Lasith Malinga       |
| 1. T20  | Tillakaratne Dilshan |
| 2. T20  | Ajantha Mendis       |